# عزيز العمري
عزيز علي محمد العمري هو لاعب سعودي سابق ومدرب كرة قدم حاليًا، يشغل منصب مدير الفئات السنية في نادي جدة، بالإضافة إلى كونه رئيس لجنة التدريب والتطوير في رابطة الهواة بمحافظة جدة، بدأ مسيرته الرياضية لاعبًا في خط الوسط، ولعب ضمن صفوف نادي النصر السعودي، حيث شارك في عدد من البطولات المحلية والدولية.

## المسيرة الرياضية
انطلقت مسيرته الكروية عام 1994م من خلال الانضمام إلى الفئات السنية لفريق براعم نادي شباب جدة. تدرّب في بداياته مع المدرب عبدالرحمن الوجيه، لاعب نادي النصر السابق، وتم تصعيده للفريق الأول، وشارك في بطولات الصعود وبطولات المنطقة، كما اختير لتمثيل منتخب الشباب، لاحقًا انتقل إلى نادي النصر عام 1999م، وشارك معه في عدة بطولات،.

## البطولات
شارك في عدة بطولات من أبرزها:
- المعسكر الإعدادي لكأس العالم للناشئين 2000م.
- البطولة العربية بلبنان 2001م.
- طولة أبو ظبي الودية الدولية.
- بطولة الصداقة الثالثة بكأس الأمير عبد الله الفيصل.
- المشاركة في مباراة اعتزال اللاعب الدولي السعودي سلمان النمشان.
- المشاركة في عدد من البطولات الدولية في البحرين وقطر.[1]

## المسيرة التدريبية
بعد اعتزاله اللعب، بدأ العمري مسيرته في مجال التدريب، حيث تولى عدة مناصب، منها:
- مدرب للفئات السنية في نادي جدة.
- تحقيق بطولة منطقة مكة المكرمة 2022م.
- تحقيق بطولة محافظة جدة 2023م.
- قيادة فريقه إلى ربع نهائي بطولة المملكة 2023م.
- الصعود بفرق براعم النادي من الدرجة الثانية إلى الدرجة الأولى 2022–2023م.[1][3]